# Розвідувальна геофізика
Розвідувальна геофізика (рос. разведочная геофизика, англ. exploration geophysics; нім. Erkundungsgeophysik) — геофізичні методи розвідки родовищ корисних копалин — сейсмічні, гравіметричні, магнітні, електричні, ядерно-фізичні. Розділ геофізики, що вивчає просторово-часову зміну геофіз. полів у земній корі г.ч. з метою пошуків і розвідки родовищ корисних копалин, контролю їх розробки, вирішення інж.-геологічних задач. Дані Р.г. використовуються також при розв'язанні фундаментальних проблем наук про Землю (геодинаміки, геохронології, стратиграфії та ін.), для літомоніторингу і розробки заходів охорони довкілля.
Базується на вимірюванні природних (геомагнітного, гравітаційного, електромагнітного, геотермічного, ядерно-фізичного полів, пружних коливань) і штучних полів (що створюються електрогенераторами, вибухами і невибуховими джерелами, джерелами йонізуючих випромінювань) на поверхні Землі (на суші і на морі), в повітрі (аерогеофізика), і під землею — в шахтах і свердловинах (каротаж).
Залежно від фізичного поля, що досліджується, виділяються наступні методи розвідувальної геофізики:
- Поле пружних хвиль — Сейсморозвідка.
- Гравітаційне поле — Гравірозвідка.
- Магнітне поле — Магніторозвідка.
- Електромагнітне поле — Електророзвідка.
- Поле іонізуючих випромінювань — Радіометрична розвідка.
- Теплове поле — Термометрія.